# Bocagea viridis
Bocagea viridis är en kirimojaväxtart som beskrevs av A. St.-hil. Bocagea viridis ingår i släktet Bocagea och familjen kirimojaväxter. Inga underarter finns listade i Catalogue of Life.